# Prix Wolf de physique
Le prix Wolf de physique est remis annuellement par la fondation Wolf, en Israël. C'est l'un des six prix Wolf remis depuis 1978, les autres étant ceux en agriculture, mathématiques, médecine, chimie et art.
Les prix Wolf de physique et chimie sont souvent considérés comme les récompenses les plus prestigieuses dans ces domaines après le prix Nobel,,. Ce prix récompensant les travaux en physique s'est fait une réputation en récompensant de futurs lauréats du prix Nobel. En effet, sur les vingt-six lauréats de 1978 à 2010, quatorze l'ont ensuite été du prix Nobel, dont cinq l'année suivante.

## Liste des lauréats
| Année       | Nom                                                                   | Nationalité                                             | Citation |
| ----------- | --------------------------------------------------------------------- | ------------------------------------------------------- | --- |
| 1978        | Chien-Shiung Wu                                                       | États-Unis (américano-chinoise)                         | Pour ses études sur l'interaction faible, aidant à établir une forme précise de la non-conservation de la parité par cette force fondamentale. |
| 1979        | George Uhlenbeck                                                      | Pays-Bas / États-Unis                                   | Pour sa découverte, conjointement avec Samuel Goudsmit, du spin de l'électron. |
| 1979        | Giuseppe Occhialini                                                   | Italie                                                  | Pour ses contributions dans la découverte de la création de paires d'électrons et de la charge du pion. |
| 1980        | Michael Fisher Leo Kadanoff Kenneth Wilson                            | Royaume-Uni États-Unis                                  | Pour leurs développements importants dans la théorie générale du comportement critique à la transition entre différentes phases thermodynamiques. |
| 1981        | Freeman Dyson Gerard 't Hooft Victor Weisskopf                        | Royaume-Uni / États-Unis Pays-Bas Autriche / États-Unis | Pour leur exceptionnelles contributions en physique théorique, particulièrement dans le développement et l'application de la théorie quantique des champs. |
| 1982        | Leon Lederman Martin Perl                                             | États-Unis                                              | Pour leur découverte expérimentale de nouvelles particules inattendues, troisième génération de quarks et leptons. |
| 1983 / 1984 | Erwin Hahn                                                            | États-Unis                                              | Pour sa découverte des échos de spin nucléaires et du phénomène de transparence auto-induite. |
| 1983 / 1984 | Peter Hirsch                                                          | Royaume-Uni                                             | Pour son développement de l'utilisation du microscope électronique en transmission comme d'un instrument universel pour l'étude de la structure cristalline de la matière. |
| 1983 / 1984 | Théodore Maiman                                                       | États-Unis                                              | Pour sa réalisation du premier laser opérationnel, le laser pulsé à rubis à trois niveaux. |
| 1985        | Conyers Herring Philippe Nozières                                     | États-Unis France                                       | Pour leurs contributions majeures en théorie fondamentale des solides, spécialement pour le comportement des électrons dans les métaux. |
| 1986        | Mitchell Feigenbaum                                                   | États-Unis                                              | Pour ses études théoriques pionnières montrant le caractère non linéaire universel, qui a permis l'étude systématique du chaos. |
| 1986        | Albert J. Libchaber                                                   | France / États-Unis                                     | Pour sa brillante démonstration expérimentale de la transition de la turbulence et du chaos dans les systèmes dynamiques. |
| 1987        | Herbert Friedman                                                      | États-Unis                                              | Pour ses recherches pionnières sur les rayons X solaires. |
| 1987        | Bruno B. Rossi Riccardo Giacconi                                      | Italie / États-Unis Italie / États-Unis                 | Pour la découverte de sources de rayons X extra-solaires et l'élucidation de leur processus physique. |
| 1988        | Roger Penrose Stephen Hawking                                         | Royaume-Uni                                             | Pour leur brillant développement de la théorie de la relativité générale, pour laquelle ils ont montré la nécessité de singularités en cosmologie et ont élucidé la physique des trous noirs. Par ce travail, ils ont grandement élargi notre compréhension de l'origine et du destin de l'Univers.                      |
| 1989        | Non décerné                                                           |                                                         | |
| 1990        | Pierre-Gilles de Gennes David J. Thouless                             | France Royaume-Uni / États-Unis                         | Pour une grande variété de contributions pionières à notre compréhension de l'organisation des systèmes complexes de matière condensée, de Gennes spécialement pour son travail sur les propriétés des macromolécules et des cristaux liquides et Thouless pour celui sur les systèmes désordonnés et sous-dimensionnés. |
| 1991        | Maurice Goldhaber Valentine Telegdi                                   | États-Unis Suisse / États-Unis                          | pour leurs contributions distinctes phares en physique nucléaire et des particules, particulièrement celles concernant les réactions par interaction faible impliquant des leptons. |
| 1992        | Joseph Hooton Taylor                                                  | États-Unis                                              | Pour sa découverte d'un pulsar radio en rotation et son exploitation pour vérifier avec une grande précision la théorie générale de la relativité. |
| 1993        | Benoît Mandelbrot                                                     | France / États-Unis                                     | Qui, par son constat de l'occurrence répandue de fractales et son développement des outils mathématiques pour les décrire, a changé notre vision de la nature. |
| 1994 / 1995 | Vitaly Ginzburg                                                       | Russie                                                  | Pour ses contributions en théorie de la supraconductivité et en théorie des processus de haute énergie en astrophysique. |
| 1994 / 1995 | Yoichiro Nambu                                                        | Japon / États-Unis                                      | Pour ses contributions en théorie des particules élémentaires, incluant la reconnaissance du rôle joué par la brisure spontanée de symétrie par analogie avec la théorie de la supraconductivité, et la découverte de la symétrie de couleur de l'interaction forte.                                                     |
| 1996        | Non décerné                                                           |                                                         | |
| 1997        | John Wheeler                                                          | États-Unis                                              | Pour ses contributions phares en physique des trous noirs, en gravité quantique, et en théories de dispersion nucléaire et de la fission nucléaire. |
| 1998        | Yakir Aharonov Michael Berry                                          | Israël Royaume-Uni                                      | Pour la découverte des phases quantiques topologiques et géométriques, spécialement de l'effet Aharonov-Bohm, la phase Berry et leur introduction dans de nombreux champs en physique. |
| 1999        | Dan Shechtman                                                         | Israël                                                  | Pour sa découverte expérimentale des quasi-cristaux, des solides non périodiques à longues rangées ordonnées, ce qui inspira l'étude d'un nouvel état fondamental de la matière. |
| 2000        | Raymond Davis Jr. Masatoshi Koshiba                                   | États-Unis Japon                                        | Pour leurs observations pionnières de phénomènes astronomiques par détection des neutrinos, ce qui amena à l'émergence du champ de l'astronomie neutrino. |
| 2001        | Non décerné                                                           |                                                         | |
| 2002 / 2003 | Bertrand Halperin Anthony Leggett                                     | États-Unis Royaume-Uni / États-Unis                     | Pour leurs idées clés en physique de la matière condensée : Leggett pour la superfluidité de l'isotope léger de l'hélium et les phénomènes quantiques macroscopiques, et Halperin pour les électrons interagissant fortement, les systèmes désordonnés et la fusion de transition à deux dimensions.                     |
| 2004        | Robert Brout François Englert Peter W. Higgs                          | Belgique Royaume-Uni                                    | Pour leurs travaux pionniers qui ont mené à l'idée de la génération de masse qu'importe le moment de la réalisation d'une jauge locale de symétrie asymétriquement dans le monde des particules subatomiques. |
| 2005        | Daniel Kleppner                                                       | États-Unis                                              | Pour ses travaux en physique atomique sur les systèmes hydrogéniques, incluant des recherches sur le maser à hydrogène, les atomes de Rydberg et les condensats de Bose-Einstein. |
| 2006 / 2007 | Albert Fert Peter Grünberg                                            | France Allemagne                                        | Pour leur découverte indépendante du phénomène de magnétorésistance géante, lançant ainsi de nouvelles recherches et applications connues sous le nom de spintronique, qui utilise le spin des électrons pour stocker et transporter de l'information.                                                                   |
| 2008        | Non décerné                                                           |                                                         | |
| 2009        | Non décerné                                                           |                                                         | |
| 2010        | John Clauser Alain Aspect Anton Zeilinger                             | États-Unis France Autriche                              | Pour leurs contributions conceptuelles et expérimentales fondamentales pour la fondation de la physique quantique, spécialement pour de nombreuses séries sophistiquées d'expérience d'Aspect, ou de leur extension par utilisation d'états d'intrication quantique.                                                     |
| 2011        | Maximilian Haider (de) Harald Rose (de) Knut Urban                    | Autriche Allemagne                                      | Pour leur développement de la microscopie électronique d’aberration corrigée (Transmission Electron Aberration-Corrected Microscope), permettant l'observation d'atomes individuels avec une précision de l'ordre du picomètre, donc révolutionnant la science des matériaux.                                            |
| 2012        | Jacob Bekenstein                                                      | Israël                                                  | Pour son travail sur les trous noirs. |
| 2013        | Peter Zoller Juan Ignacio Cirac Sasturain                             | Autriche Espagne                                        | Pour leurs contributions théoriques au processus d'information quantique, d'optique quantique et de physique quantique des gaz. |
| 2014        | Non décerné                                                           |                                                         | |
| 2015        | James Bjorken                                                         | États-Unis                                              | Pour ses prédictions sur les collisions inélastiques qui ont mené à l'identification de constitutants élementaires des nucléons, apportant une contribution majeure dans l'élucidation de la nature de l'interaction force.                                                                                              |
| 2015        | Robert Kirshner                                                       | États-Unis                                              | Pour sa création d'un groupe de recherche, un environnement et une direction qui ont permis à ses étudiants, doctorants et postdoctorants de mesurer l'expansion de l'univers. |
| 2016        | Yoseph Imry                                                           | Israël                                                  | |
| 2017        | Michel Mayor Didier Queloz                                            | Suisse                                                  | « Pour la première découverte d'une exoplanète en orbite autour d'une étoile de type solaire », |
| 2018        | Charles H. Bennett Gilles Brassard                                    | États-Unis Canada                                       | Pour leur travail collaboratif à l'origine des bases de la cryptographie quantique. |
| 2019        | Non décerné                                                           |                                                         | |
| 2020        | Rafi Bistritzer Pablo Jarillo-Herrero Allan H. MacDonald              | Israël Espagne Canada                                   | Pour leurs travaux théoriques et expérimentaux pionniers sur le graphène bicouche torsadé. |
| 2021        | Giorgio Parisi                                                        | Italie                                                  | Pour ses découvertes révolutionnaires dans le domaine des systèmes désordonnés, de la physique des particules et de la physique statistique. |
| 2022        | Anne L'Huillier Paul Corkum Ferenc Krausz                             | France Canada Hongrie/ Autriche                         | Pour leurs contributions pionnières à la science des lasers ultrarapides et à la physique des attosecondes. |
| 2023        | Non décerné                                                           |                                                         | |
| 2024        | Martin Rees                                                           | Royaume-Uni                                             | Pour ses contributions fondamentales à l’astrophysique des hautes énergies, à la formation des galaxies et des structures, et à la cosmologie. |
| 2025        | James P. Eisenstein (en) Mordehai Heiblum (en) Jainendra K. Jain (en) | États-Unis Israël États-Unis                            | Pour avoir fait progresser notre compréhension des propriétés surprenantes des systèmes électroniques bidimensionnels dans les champs magnétiques puissants. |